# Le Pavillon d'or (roman)
Le Pavillon d'or (金閣寺, Kinkaku-ji) est un roman de l'auteur japonais Yukio Mishima publié en 1956.
Le roman est traduit en français par Marc Mécréant et paraît aux éditions Gallimard en 1961.

## Historique
L'auteur se base sur le fait divers de l'incendie du Pavillon d'or de Kyoto par un jeune moine bouddhiste en 1950. Le pavillon, dont la construction est antérieure à l'année 1400, avait été préservé de la destruction à de nombreuses reprises au cours de l'histoire, aussi cet incendie choqua beaucoup les Japonais. Le narrateur du roman est Mizoguchi, l'incendiaire lui-même, affligé d'une laideur distinctive ainsi que d'un bégaiement. L'auteur explique la folie de son personnage par son obsession pour la beauté.

## Résumé
Mizoguchi est le fils d'un prêtre bouddhiste. Il vit avec son oncle dans la campagne japonaise, dans le village de Shiraku. Il est éduqué par son père avec l'idée que le Pavillon d'or de Kyoto est le paroxysme de la beauté ; cette image devient peu à peu une fixation, une référence pour sa perception de  l'esthétique.
Étant pauvre et bègue, il n'a pas d'amis à l'école, et il se réfugie dans des fantasmes de vengeance.
Son père, malade, l'emmène pour la première fois au Pavillon d'or en 1944. Mizoguchi est très déçu par la beauté formelle du temple, qu'il avait imaginé très vaguement, comme une impression plus que comme un objet formel. Il est présenté au supérieur, Tayama Dosen. Après la mort de son père, le jeune homme devient novice du Pavillon d'or.
Le jeune homme développe peu à peu une fascination exacerbée pour le temple. Il développe l'ambition d'en devenir le maître, ou d'en être le destructeur. Il développe une amitié avec Tsurukawa, un autre novice, qu'il considère comme bien meilleur que lui et qui  meurt peut-être en se suicidant, sans  parler de son mal-être avec Mizoguchi. Cet échec le pousse vers une amitié avec un camarade de l'université qu'il fréquente, le cynique Kashiwagi, qui continue à donner à Mizoguchi le sentiment de la vanité et de la cruauté de la vie.
En parallèle, une inimitié se développe avec Tayama Dosen, et Mizoguchi comprend alors qu'il ne sera plus choisi pour lui succéder. Il décide donc de passer à l'acte en brûlant le temple.
La dernière image le montre contemplant son œuvre de destruction, fumant une cigarette.

## Éditions françaises
Yukio Mishima, Le Pavillon d'or, Paris, Gallimard, coll. « Du monde entier », 1961 ; réédition, Paris, Gallimard, coll. « Folio » no 649, 1975 et 1995  (ISBN 2-07-036649-9)

## Adaptations

### Au cinéma
- 1958 : Le Pavillon d'or (炎上, Enjō?), film japonais réalisé par Kon Ichikawa, avec Raizō Ichikawa, Tatsuya Nakadai et Ganjirō Nakamura
- 1976 : Le Pavillon d'or (金閣寺, Kinkaku-ji?), film japonais réalisé par Yōichi Takabayashi

### Au théâtre
- 2011 : Le Temple du pavillon d’or est adapté au théâtre par l’écrivain Serge Lamothe et présenté au Kanagawa Art Theater, Yokohama, Japon, dans une mise en scène d’Amon Miyamoto.

### En musique
- 2013 : Le Pavillon d’or, œuvre musicale inspirée de Mishima écrite par le compositeur Karol Beffa. Il s'agit d'un diptyque pour ensemble de quatorze musiciens[3].